# Гайворонський район
Га́йворонський райо́н — колишній район на заході Кіровоградської області України, найвіддаленіший від обласного центру. Адміністративний центр — місто Гайворон. Населення становить 36 760 (на 1 січня 2019 року).
Гайворонський район займає територію 0,7 тис. км² та налічує 29 населених пунктів, серед них місто Гайворон, селище Завалля, Сальково.
Належить до басейну річки Південний Буг. Чарівні краєвиди приваблювали сюди людей з давніх часів. Наявність родовищ граніту, золота, графіту, мінеральної води, чорноземів, лісових масивів, розгалуженої мережі доріг створюють сприятливі умови для організації виробництва с/г продукції, розвитку промислового виробництва, добутку корисних копалин, переробної галузі, туризму та відпочинку.

## Географія

### Природні умови
На території району протікає річка Південний Буг. З корисних копалин промислово розробленим є родовище мігматитів, яке використовується для одержання буто-щебневої продукції. Сотні кубометрів Гайворонського граніту використано на будівництві Одеського залізничного вокзалу і Московського метрополітену.
Мінерально-сировинні ресурси району представлені 94 виявленими родовищами та розробками корисних копалин, які становлять 3% від загальної кількості їх в області.
Найзначніший ресурсний потенціал району — це родовище та проявлення графіту, 26 по 14 проявлень припадає на граніт та мігматит і різні глини. Решта — каолін — 12 проявлень, піски марганцеві і хромітові, вапняні, краснові глини.
Промислово розробляється Заваллівське родовище графіту, Гайворонське родовище граніту і цегляно-черепичної сировини.

### Рослинний світ
Калина, степові первоцвіти, брандушка різнокольорова, тюльпан бузький, ковила, лілія, дерен, хвощ, латаття біле, аїр болотний, бузина чорна, глід, конвалія, звіробій, кропива, мати-й-мачуха, фіалка, чебрець, чистотіл, шипшина, валер'яна, живокіст, деревій, полин, ромашка тощо.
Основні сільськогосподарські культури — пшениця, кукурудза, ячмінь, овес, жито, гречка, соняшник, цукровий буряк.

### Тваринний світ
Різноманітність тваринного світу Побужжя зумовили благодатний клімат та багато рослинності. У лісових урочищах водяться зайці, лиси, дикі свині, борсуки, куниці, вивірки, а на полях — ховрахи, миші, кроти, хом'яки, у річках і ставках — ондатри та видри. Серед найпоширеніших птахів — ворони, горобці, синиці, ластівки, дятли, лелеки, чаплі, жайворонки, сороки, шпаки, дикі качки, нирки, соловейки, горлиці, перепели, куріпки, фазани, лисухи, шуляки, зозулі. В останні роки збільшилась кількість білих лебедів.
У річках і ставках найбільше водиться таких видів риб: карась, короп, плітка, товстолобик, окунь, щука, сом, судак, амур білий, лящ, лин, йорж, мирон-вусач, головень, в'юн та інші.
Кількість мисливської фауни в угіддях району: кабани — 21, козулі — 310, зайці — 4680, ондатри — 2000, лисиці — 120, куниці — 180, борсуки — 260, тхори — 300, видри — 140, вивірки — 300, перепели — 1100, куріпки — 1000, дикі качки — 2300. До Червоної книги занесені: Птахи — бджолоїдка, бугай, журавель сірий, кібчик, куріпка сіра, пірникоза велика, пастушок, пугач, сич, чапля біла велика, вивільга, ремез, сапсан, чорновола гагара тощо.
Плазуни — гадюка степова, полоз.
Комахи — бабки, джмелі, жуки-носороги, рогачі.
Ссавці — видра, ласка, річковий бобер, тхір степовий.
У минулі часи на території району водилися вовки, лосі. Для збереження мисливської фауни у зимовий період районною організацією Українського товариства мисливців і рибалок організовується підгодівля диких тварин.
Тваринництво представлене молочним і м'ясним скотарством, птахівництвом, вівчарством, розведенням і ловом риби. Поголів'я ВРХ становить 8,4 тис. голів, в приватному секторі — 4,5 тис. голів. Завдяки сприятливому клімату і родючості ґрунтів наше Побужжя має різноманітний світ рослин. Лісова рослинність на території району сформувалася у четвертому періоді кайнозойської ери. У давнину місцевість була вкрита лісами, але з розширенням землеробства їх площі набагато зменшилися.
Нині у районі 5182 га лісів. Крім цього є 645 га полезахисних лісосмуг. Площа Вільховецького лісництва (Держлісгоспфонд) в районі становить 3979 га. Лісництво має такі лісові урочища: «Пуста» (с. Таужне) — 575 га, «Могильненський байрак» — 82 га, «Тараново» (с. Мощена, Берестяги, Таужне, Червоні Маяки, Вільховецьке, Тракт) — 2519 га, «Кубково-1» і «Кубково-2» (с. Червоне, с. Мощене) — 371 га, «Липники» (с. Котовка, с. Солгутове) — 196 га, «Чагари» (с. Бандурове) — 236 га. Найдавніше урочище «Тараново».
Ліси району є багатоярусними. До першого — відносяться світлолюбиві породи: дуб, ясен, клен, сосна, до другого — тіньовитривалі: граб, липа, береза, груша лісова, до третього — підлісок, ліщина, калина, клен татарський, до четвертого — трав'янисте покриття: копитняк, фіалки, медуниця, вороняче око, конвалія, лілія лісова, барвінок, папоротники тощо. Серед нижніх безхлорофільних рослин — гриби, зокрема, опеньки, маслюки, рижики та ін.
Різноманітним є трав'янистий покрив: спориш, пирій, тимофіївка, осет, лобода, молочай, кропива, фіалка, м'ята та інші. Серед цілющих бур'янів поширені деревій, кульбаба, подорожник великий, полин гіркий, ромашка лікарська, собача кропива, чистотіл великий, конвалія, копитняк звичайний, живокіст лікарський, оман високий, череда трироздільна, бузина чорна. На узліссі і долинах можна зустріти глід, горицвіт весняний, звіробій, материнку, мати-й-мачуху (підбіл), чебрець, шипшину.
Деякі рослини, що ростуть на Побужжі, занесено до Червоної Книги України:
- ковила
- ковила перчаста
- лілія лісова
- сон чорніючий
- півники угорські
- волошка руська
- кизильчак чорноплідний
- наперстянка великоцвітна
- сон-трава
- асплетій північний
- волосовидний пухирник ламкий
- сконалія
- анемона лісова
- горицвіт весняний
- купальниця європейська
- півники водяні
- підсніжник звичайний
- сальвінія плаваюча
- тирлич легеневий
- фіалка запашна
- черемха звичайна

## Природно-заповідний фонд

### Ландшафтний заказник
Казавчинські скелі.

### Орнітологічний заказник
Бандурівські ставки (загальнодержавного значення).

### Гідрологічна пам'ятка природи
Іванкова криниця.

### Заповідне урочище
Сальківське.

## Історія
Район створено в 1935 році. Межує з Черкаською, Вінницькою, Одеською областями.

## Адміністративний поділ району
Район адміністративно-територіально поділяється на 1 міська рада, 2 селищні ради та 16 сільських рад, які об'єднують 29 населених пунктів та підпорядковані Гайворонській районній раді. Адміністративний центр — місто Гайворон.
Гайворонська міська рада
- м. Гайворон
- с. Садове

Заваллівська селищна рада
- смт Завалля

Сальківська селищна рада
- смт Салькове

Бандурівська сільська рада
- с. Бандурове

Берестягівська сільська рада
- с. Берестяги

Вікнинська сільська рада
- с. Вікнина

Долинівська сільська рада
- с. Долинівка
- с. Переямпіль

Жакчицька сільська рада
- с. Жакчик

Казавчинська сільська рада
- с. Казавчин
- с. Бугове

Котовська сільська рада
- с. Котовка

Могильненська сільська рада
- с. Могильне
- с. Вільховецьке
- с. Кленове

Мощенська сільська рада
- с. Мощене

Солгутівська сільська рада
- с. Солгутове

Соломіївська сільська рада
- с. Соломія

Таужненська сільська рада
- с. Таужне
- с. Тракт
- с. Червоні Маяки

Тополівська сільська рада
- с. Тополі

Хащуватська сільська рада
- с. Хащувате
- с. Прогрес

Чемерпільська сільська рада
- с. Чемерпіль
- с. Березівка
- с. Ташлик

Червоненська сільська рада
- с. Червоне

## Населення
Розподіл населення за віком та статтю (2001)
| Стать | Всього | До 15 років | 15-24 | 25-44 | 45-64 | 65-85 | Понад 85 |
| --- | ------ | ----------- | ----- | ----- | ----- | ----- | -------- |
| Чоловіки | 19 852 | 3657        | 2811  | 5759  | 5171  | 2362  | 92       |
| Жінки | 23 599 | 3598        | 2528  | 5936  | 6282  | 4815  | 440      |
| \| Статево-вікова піраміда \| Статево-вікова піраміда \| Статево-вікова піраміда \| \| ----------------------- \| ----------------------- \| ----------------------- \| \| Чоловіки \| Вік \| Жінки \| \| 92 \| 85 + \| 440 \| \| 165 \| 80-84 \| 552 \| \| 454 \| 75-79 \| 1344 \| \| 889 \| 70-74 \| 1647 \| \| 854 \| 65-69 \| 1272 \| \| 1574 \| 60-64 \| 2065 \| \| 908 \| 55-59 \| 1247 \| \| 1320 \| 50-54 \| 1509 \| \| 1369 \| 45-49 \| 1461 \| \| 1545 \| 40-44 \| 1623 \| \| 1503 \| 35-39 \| 1489 \| \| 1392 \| 30-34 \| 1404 \| \| 1319 \| 25-29 \| 1420 \| \| 1196 \| 20-24 \| 1172 \| \| 1615 \| 15-20 \| 1356 \| \| 1472 \| 10-14 \| 1490 \| \| 1297 \| 5-9 \| 1233 \| \| 888 \| 0-4 \| 875 \| |        |             |       |       |       |       |          |
| Статево-вікова піраміда |        |             |       |       |       |       |          |
| Чоловіки | Вік    | Жінки       |       |       |       |       |          |
| 92 | 85 +   | 440         |       |       |       |       |          |
| 165 | 80-84  | 552         |       |       |       |       |          |
| 454 | 75-79  | 1344        |       |       |       |       |          |
| 889 | 70-74  | 1647        |       |       |       |       |          |
| 854 | 65-69  | 1272        |       |       |       |       |          |
| 1574 | 60-64  | 2065        |       |       |       |       |          |
| 908 | 55-59  | 1247        |       |       |       |       |          |
| 1320 | 50-54  | 1509        |       |       |       |       |          |
| 1369 | 45-49  | 1461        |       |       |       |       |          |
| 1545 | 40-44  | 1623        |       |       |       |       |          |
| 1503 | 35-39  | 1489        |       |       |       |       |          |
| 1392 | 30-34  | 1404        |       |       |       |       |          |
| 1319 | 25-29  | 1420        |       |       |       |       |          |
| 1196 | 20-24  | 1172        |       |       |       |       |          |
| 1615 | 15-20  | 1356        |       |       |       |       |          |
| 1472 | 10-14  | 1490        |       |       |       |       |          |
| 1297 | 5-9    | 1233        |       |       |       |       |          |
| 888 | 0-4    | 875         |       |       |       |       |          |

## Політика
25 травня 2014 року відбулися Президентські вибори України. У межах Гайворонського району було створено 30 виборчих дільниць. Явка на виборах складала — 62,06% (проголосували 18 484 із 29 784 виборців). Найбільшу кількість голосів отримав Петро Порошенко — 54,79% (10 128 виборців); Юлія Тимошенко — 16,57% (3 062 виборців), Олег Ляшко — 12,85% (2 376 виборців), Анатолій Гриценко — 6,09% (1 126 виборців). Решта кандидатів набрали меншу кількість голосів. Кількість недійсних або зіпсованих бюлетенів — 1,08%.

## Пам'ятки
- Пам'ятки архітектури Гайворонського району
- Пам'ятки історії Гайворонського району